# Lerums station

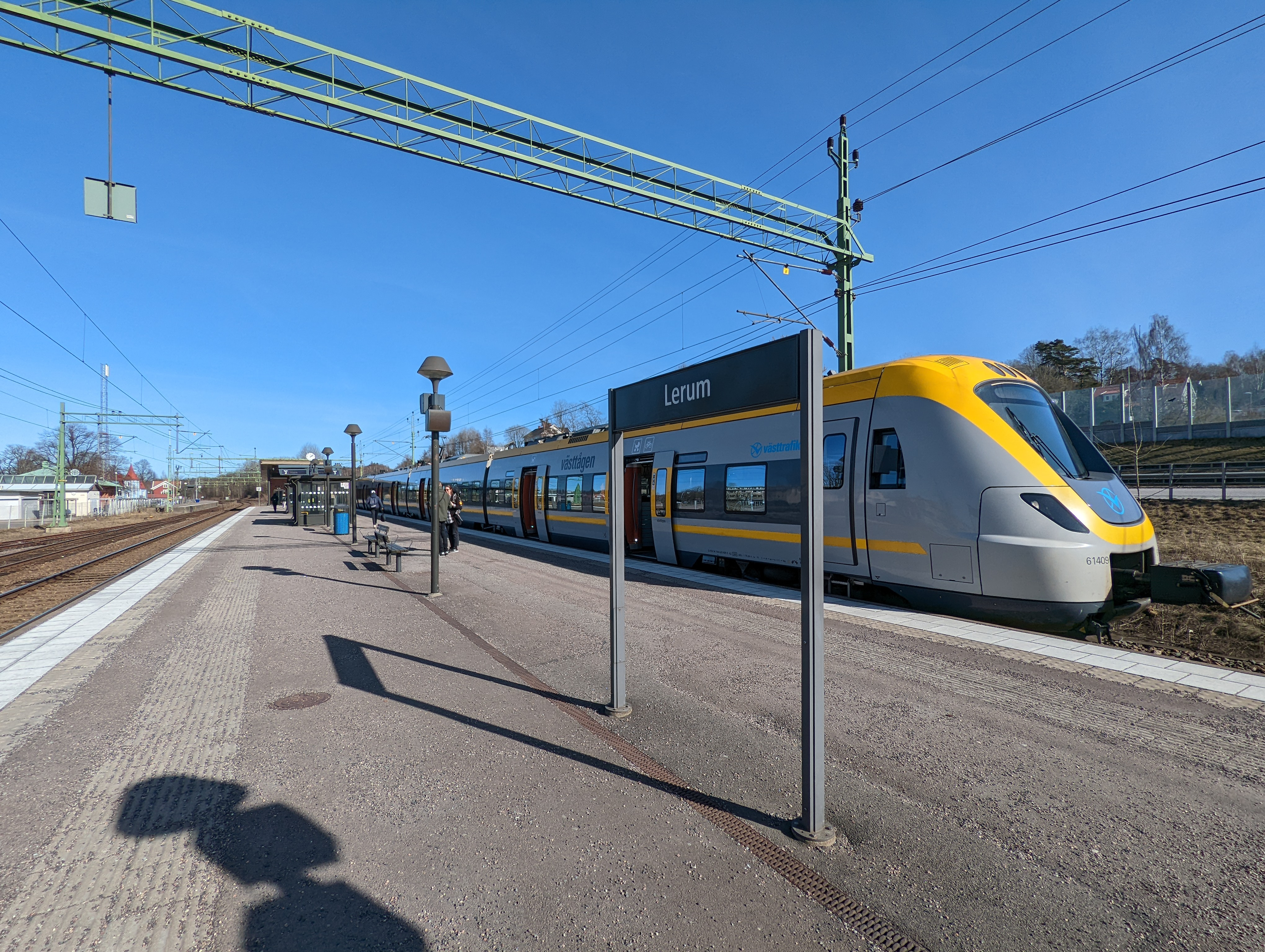

Lerums station är en järnvägsstation i Lerum längs Västra stambanan. Invigd som hållplats i augusti 1858, men blev senare uppgraderad till station, stationshuset invigdes 1892. Under åren 1914-1915 färdigställdes dubbelspår genom Lerum och elektrifieringen var färdig 1926. 1985 slutade man hantera gods.
1987 inträffade en omfattande järnvägsolycka på Lerums station. Två persontåg frontalkrockade i 100 km/tim. Nio människor dog och 130 skadades.